# Garen

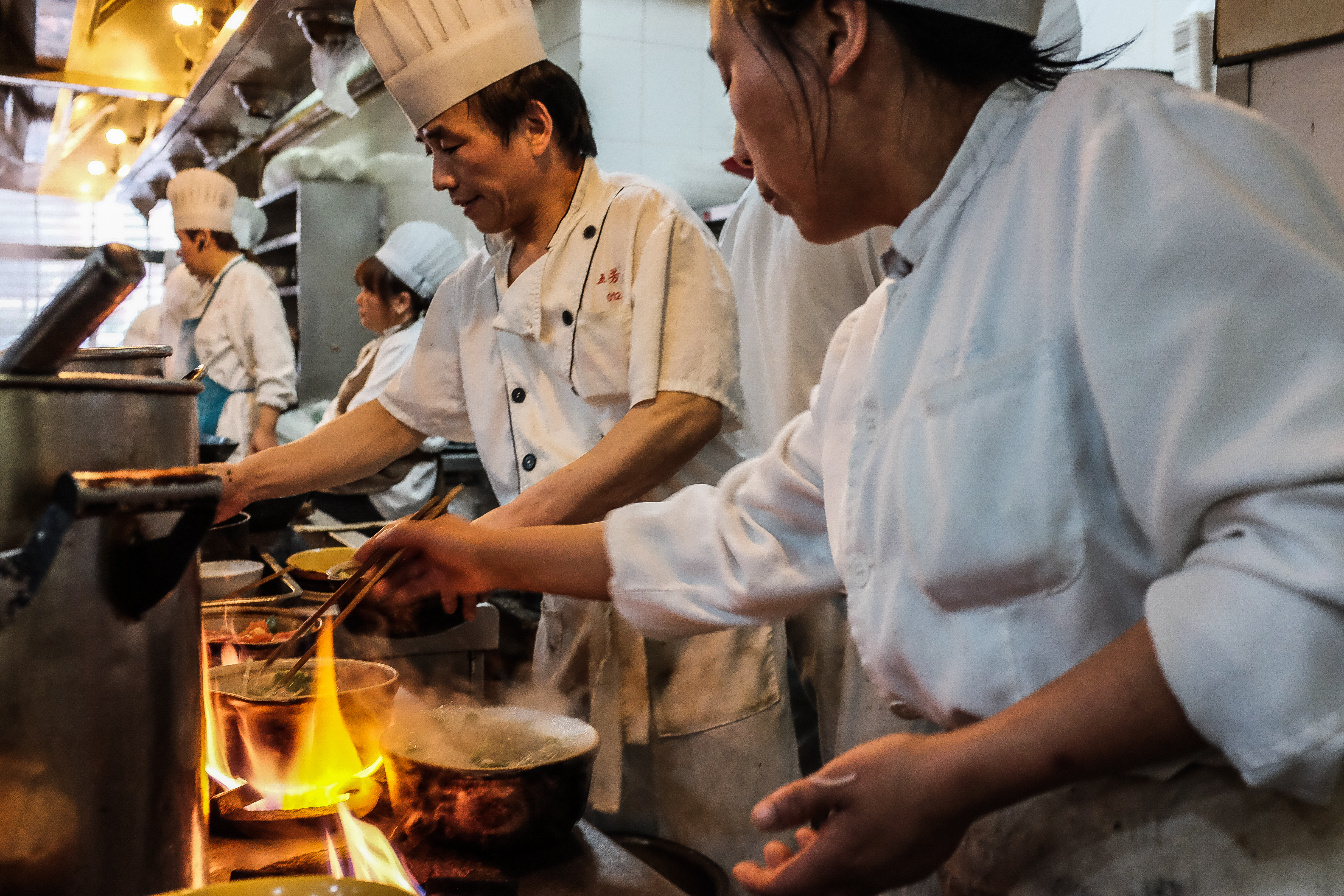
Garen von verschiedenen Speisen mit unterschiedlichen Garmethoden, hier durch die Kochbrigade eines chinesischen Restaurants

Das Garen (auch Garverfahren) bezeichnet die Behandlung von Lebensmitteln mit Wärme, um deren Konsistenz, Geschmack, Verdaulichkeit und/oder gesundheitliche Wirkung zu verändern. Das beim Garen entstandene Produkt wird mit dem Adjektiv gar beschrieben.

## Allgemeines
Nach ausreichendem Garen wird das Lebensmittel „gar“ genannt. Während des Garvorgangs nennt man es auch das „Gargut“. Es gibt verschiedene Garmethoden. Umgangssprachlich wird Garen und auch die generelle Zubereitung von Lebensmitteln mit Kochen synonym verwendet.
Einige Lebensmittel wie Hülsenfrüchte, Kartoffeln und Teigwaren werden erst durch Garen genießbar. Garen bewirkt eine Lockerung des Gewebes, der Faserstruktur und des Zellgefüges der Lebensmittel sowie eine Denaturierung der Proteine (ugs. Eiweißgerinnung), einen Zellaufschluss, eine Stärkeverkleisterung und eine Geschmacksveränderung. Mikroorganismen werden durch die Energiezufuhr beim Garen vollständig abgetötet oder zumindest auf gesundheitlich unbedenkliche Werte reduziert (siehe auch: Pasteurisierung, Sterilisierung). Thermisch instabile Toxine (z. B. in Pilzen und Nachtschattengewächsen) werden durch Garen zerstört. Des Weiteren werden die Verbindungen zwischen den Pflanzen- oder Fleischfasern gelöst. Durch den Zellaufschluss werden die Zellen löchrig, wodurch Aromen oder Aromavorstufen freigesetzt werden und die Verdauung und die Aufnahme von Nährstoffen erleichtert wird.

## Feuchte Gartechniken
Feuchte Gartechniken sind Gartechniken unter Zusatz von Trinkwasser. Durch die Anwesenheit von heißem Wasser oder Dampf wird eine Austrocknung vermieden, jedoch wird aufgrund der feuchten Garbedingungen keine Bräunung der Lebensmittel erreicht.

### Kochen
Als Kochen bezeichnet man das Garen in flüssigem Wasser beim Siedepunkt von etwa 100 °C. Man kann die Rohstoffe entweder bereits im kalten Zustand zugeben oder erst in das siedende Wasser zugeben. Ersteres begünstigt das Auslaugen, was manchmal gewünscht ist. Kochen wird in der Regel in einem Metalltopf auf einem Elektro- oder Gasherd durchgeführt.
Feiner unterschieden wird „sprudelnd kochen“, wo der entstehende Wasserdampf in Blasen entweicht und das Gargut durchmischt, was z. B. beim Kochen von Nudeln erwünscht ist. Im Gegensatz dazu steht das Simmern (engl. (to) simmer), bei dem nur wenig Hitze zugeführt wird, keine Dampfblasen aufsteigen und das Gargut schonend ruhig bleibt.

### Dampfgaren
Lebensmittel werden beim Dampfgaren (Dämpfen) in Dampf und nicht in flüssigem Wasser gegart. Dadurch verbleiben wasserlösliche Nährstoffe wie z. B. Mineralstoffe und wasserlösliche Vitamine (Vitamine der B-Gruppe und Vitamin C) zum größten Teil im Gargut und gehen im Vergleich zu Kochen kaum in die Garflüssigkeit über. Dampfgaren kann in speziell für diesen Zweck konstruierten Dampfgarern, in Kombidämpfern, aber auch im Kochtopf mit einem dafür vorgesehenen Sieb- oder Locheinsatz durchgeführt werden. Der Einsatz hält das Gargut im Dampfraum oberhalb der Garflüssigkeit. Die Gartemperatur beträgt bei Umgebungsdruck 100 °C. Beim Dampfgaren im Schnellkochtopf, der zu diesem Zweck ebenfalls einen Sieb- oder Locheinsatz enthält, steigt die Gartemperatur auf 120 bis 125 °C.

### Dünsten
Als Dünsten bezeichnet man das Garen mit sehr wenig Flüssigkeit. Oft wird etwas Fett zugesetzt. Die Flüssigkeit stammt dabei häufig aus dem Gargut selbst.
Eine besondere Form des Dünstens ist das Glasieren von zuckerhaltigem Gemüse. Die Zuckerstoffe werden von dem Gemüse (Karotten, Maronen usw.) abgegeben und ergeben gegen Ende der Garzeit eine sirupartige Flüssigkeit, die durch Schwenken zu einem Glasurüberzug auf dem Gemüse wird.

### Garziehen
Garziehen oder Pochieren (z. B. verlorene Eier) wird bei 75 bis 95 °C durchgeführt. Dabei wird das Gargut in heißem, aber nicht kochenden Wasser ziehen gelassen. Empfindliche Lebensmittel (Eier, zartes Gemüse) sollen dadurch schonender gegart werden als beim Kochen. Eine Eimasse bis auf max. 85 °C erhitzen ist bekannt als zur Rose abziehen. Auf dem Rücken eines Kochlöffels angeblasen verteilt sie sich dann wellenartig, was an eine Rose erinnern soll. Bei einer Eismasse (z. B. zur Herstellung von Cremeeis, Bayerische Creme …) ist darauf zu achten, dass die Temperatur von 85 °C nicht überschritten wird, da ansonsten die enthaltenen Proteine zu stark verklumpen und sich von der Masse trennen, wodurch die Masse ihre Bindung verliert. Dadurch verliert die Masse auch ihre Geschmeidigkeit und es entsteht beim Verzehr ein grieseliges Gefühl auf der Zunge.

### Schmoren
Schmoren ist eine Kombination von Anbraten und anschließendem Kochen, z. B. beim Schmorbraten. Zum Schmoren eignet sich bindegewebsreiches Fleisch.

### Mikrowellen
Mikrowellenherde erhitzen wasserhaltige Lebensmittel durch Anregung der Wassermoleküle mittels elektromagnetischer Strahlung geeigneter Frequenz, eben der Mikrowelle. Da die Strahlung eine gargutabhängige und damit endliche Eindringtiefe hat, beginnt die Erhitzung an der Außenseite des Gargutes. Die Wirkung ist aufgrund des geschlossenen Garraums und der entstehenden hohen Luftfeuchtigkeit ähnlich der des Kochens.

### Druckgaren
Als Druckgaren bezeichnet man das Kochen oder Dämpfen in einem fest verschlossenen Topf. Bei normalem Luftdruck siedet Wasser bei 100 °C. Weitere Wärmezufuhr bewirkt Entweichen von Dampf, jedoch keine weitere Temperaturerhöhung.
Beim Druckkochtopf wird der Wasserdampf zurückgehalten und baut einen Überdruck auf. Dadurch kann Wasser bis auf etwa 120 °C erhitzt werden. Die höhere Gartemperatur bewirkt ein Verkürzen der Garzeit.
Die Temperatur ist zwar nur um etwa 20 °C erhöht, jedoch beginnen Stärkeverkleisterung und Eiweißgerinnung erst bei ca. 70 °C, sodass eine wesentliche Beschleunigung des Garvorgangs erreicht wird.

### Niedertemperaturgaren
Unter Niedertemperaturgaren versteht man das schonende Langzeitgaren (und Heißhalten) mit geringen Temperaturunterschieden von 20 bis 30 °C zwischen Gerät und gewünschter Gargut-Kerntemperatur, zum Beispiel wird Roastbeef – bei etwa 65 °C bis 80 °C gegart – besonders zart und erleidet außerdem nur einen geringen Gewichtsverlust durch Austrocknung.

### Vakuumgaren
Beim Vakuumgaren (auch – nach frz. – Sous-vide-Garen genannt) wird das zu garende Lebensmittel roh und gewürzt in einem für Lebensmittel geeigneten Kunststoffbeutel verpackt. Der Beutel wird mit einem Vakuumiergerät vakuumiert und verschlossen. Dieses Verfahren vermindert eine Oxidation und ein Verdampfen flüchtiger Aromen des Gargutes während des darauf folgenden Garens im Wasserbad. Meistens wird der Vakuumbeutel bei Niedertemperaturen (ca. 65–80 °C) gegart, die mit modernen Thermostaten sehr präzise über lange Zeiträume eingehalten werden können und somit ein gleichmäßiges und reproduzierbares Ergebnis erlauben.

## Trockene Gartechniken
Als trockene Gartechniken bezeichnet man Gartechniken ohne Zusatz von Trinkwasser, z. B. Braten (Kontakt), Backen (Konvektion) oder Frittieren (Fett). Durch die vergleichsweise hohen Temperaturen und die Abwesenheit von Wasser wird am Gargut eine Kruste gebildet. Typische Reaktionen sind die Maillard-Reaktion und parallel auch die Karamellisierung der im Gargut enthaltenen Kohlenhydrate. Ab 180 °C beginnen auch Verkohlungsprozesse.

### Braten in der Pfanne
Das Braten dient (zusätzlich zur einfachen Erhitzung) der Bildung von Aromastoffen durch die Maillard-Reaktion bei der Bildung der Kruste. Anders als beim Kochen können durch die direkte Hitzezufuhr über den Pfannenboden Temperaturen von weit über 100 °C, bei unbeschichteten Pfannen theoretisch sogar mehrere hundert Grad, erreicht werden.
Grundsätzlich wird die Pfanne zunächst erhitzt. Um einen Hitzeschluss zwischen Pfannenoberfläche und Gargut zu erreichen, werden danach etwas Fett oder Öl und anschließend das Gargut zugegeben. Daher ist die Zugabe von Fett oder Öl auch bei antihaftbeschichteten Pfannen erforderlich. Durch die Hitze gerinnen die Proteine auf der dem Pfannenboden zugewendeten Seite wesentlich schneller als der Rest, weshalb das Gargut meistens gewendet wird.
Die früher angenommene und von Justus von Liebig bekannt gemachte Theorie, die äußere Schicht würde durch eine „Versiegelung“ den Saft im Inneren zurückhalten, ist inzwischen auch lebensmittelchemisch widerlegt. Auch kann man beispielsweise selber fallweise – vor allem bei leichtem Druck – den Austritt von Fleischsaft aus der geronnenen Oberfläche sehen. Wenn auch nicht von einer vollständigen Versiegelung die Rede sein kann, so ist der Saftverlust dennoch zumindest etwas geringer als an einer rohen Oberfläche.
Durch den vergleichsweise sehr starken Hitzeschock besteht jedoch ein außerordentlich hohes Risiko, dass das Fleisch zäh wird und austrocknet, weshalb wertvolle Fleischstücke in professionellen Küchen heutzutage nur sehr kurz scharf angebraten und ansonsten vorsichtig im Backofen zu Ende gegart werden.
Zum Braten werden wasserfreie und begleitstoffarme Fette verwendet. Wasserhaltige Fette spritzen und lassen sich deshalb nicht ausreichend erhitzen. Begleitstoffe reduzieren die Temperaturstabilität (Rauchpunkt), oberhalb derer das Fett sich in häufig gesundheitsschädliche Substanzen zersetzt. Das erhitzte Fett bewirkt einen gleichmäßigen Kontakt des Gargutes mit der Pfanne, auch bei unregelmäßiger Oberfläche, und beeinflusst oft auch den Geschmack.

### Sautieren
Beim Sautieren wird das Gargut erst kleingeschnitten und dann bei großer Hitze mit wenig Fett in eine besondere Pfanne gegeben. Es darf nur so viel Gargut zugegeben werden, dass alles auf dem Pfannenboden liegen kann. Durch Schwenken der Pfanne wird das Gargut gewendet und von allen Seiten angebraten. Wegen der hohen Temperaturen ist Butter zum Sautieren nicht geeignet. Meist wird aber nach dem Sautieren, kurz bevor serviert wird, noch etwas Butter hinzugegeben, um den Geschmack zu verbessern. Das Sautieren ist dem Pfannenrühren im Wok, einer Methode aus Ostasien, ähnlich.

### Braten und Backen im Ofen
Fleisch wird vor dem Fertigbraten im Backofen in der Regel bei sehr hoher Temperatur angebraten und dann bei einer je nach Dicke und Fleischsorte variierenden Temperatur, die häufig zwischen 70 und 120 °C liegt, weitergegart. Bei der Zubereitung von Kuchen, Brot und anderen Backwaren entfällt das Anbraten, und die Temperaturen liegen mit 140 bis über 200 °C meist deutlich höher.
Ein normaler Ofen gart durch Strahlungswärme, während beim Umluftherd zusätzlich Konvektionswärme hinzukommt, wodurch eine Garzeitverkürzung durch bessere Wärmeübertragung bei gleichzeitig höherem Flüssigkeitsverlust eintritt.

### Grillen

#### Direktes Grillen
Beim direkten Grillen wird durch Strahlungswärme bei sehr hoher Temperatur gegart, indem das Gargut über, unter oder zwischen zwei Hitzequellen platziert wird, was dazu beiträgt, dass sich sehr schnell eine Kruste bildet. Bei richtigem Grillen bleibt der größte Teil des Saftes im Gargut erhalten. Der Rand wird oft mit Öl oder Fett bestrichen, um zu verhindern, dass er austrocknet.

#### Indirektes Grillen
Beim indirekten Grillen wird das Grillgut in einem geschlossenen Behälter bei niedrigen Temperaturen gegart. An der Oberfläche des Grillgutes bildet sich keine Kruste.
Der Hauptvorteil des indirekten Grillens besteht darin, dass auch dickes Gargut gleichmäßig gegart wird, weil die Hitze ausreichend Zeit hat ins Innere vorzudringen. Außerdem bleibt der Bratensaft erhalten und das Wenden des Gargutes entfällt. Zudem kann kein Fett auf die Grillkohle tropfen und so können beim Verdampfen keine gesundheitsschädliche Stoffe entstehen. Der Nachteil besteht in einer erheblichen Verlängerung der Garzeit. Durch Zugabe von feuchten Holzstücken zur Grillkohle kann der Geschmack beeinflusst werden; das Aufstellen eines Behälters mit Wasser oder Bier im Grill macht das Grillgut besonders saftig.
In einem Kugelgrill wird das Grillgut so platziert, dass die Hitze das Grillgut indirekt durch Reflexion an der Innenseite des Kugelgrills erreicht. In einem Smoker hingegen wird das Grillgut in heißem Rauch gegart, siehe Barbecue.

### Frittieren
Frittieren ist Garen in Fett schwimmend bei etwa 140 bis 180 °C. Das heiße Fett umgibt das Gargut von allen Seiten. Es darf nur hoch erhitzbares Fett eingesetzt werden. Beim Frittieren tritt das Fett teilweise in das Gargut ein, was einerseits eine Geschmacksveränderung, meist -verbesserung bewirkt, andererseits aus ernährungsphysiologischen Gründen nicht immer gewünscht ist. Beim Frittieren tritt durch das Einbringen der tiefgefrorenen Ware (Beispiel: industriell vorgefertigte Pommes frites) und das Abdampfen von Wasser ein erheblicher Wärmeverlust auf, der zur plötzlichen Reduzierung der Temperatur des heißen Fettes führt. Ebenso kann durch das Abdampfen von Wasser ein größerer Gewichtsverlust eintreten, der durch das Eindringen des Fettes nur teilweise kompensiert wird. Ein Anteil Frittierfett dringt beim Frittieren in das Frittiergut, viermal so viel dringt jedoch beim Abkühlen ein, wenn der Wasserdampf im Frittiergut kondensiert und ein Vakuum hinterlassen würde. Der Frittierfettanteil ist abhängig von der Art des Frittiergutes, vom Verhältnis Oberfläche zu Masse des Frittiergutes und der Gestaltung des Abtropfvorgangs. Pommes frites enthalten beispielsweise etwa 6–12 % Frittierfett.

### Rösten
Rösten ist das trockene, fettlose Erhitzen von pflanzlichen Lebensmitteln, um ihnen Feuchtigkeit zu entziehen, ihren Geschmack zu verändern oder sie dunkler zu färben. Die Lebensmittel werden auf bis zu 300 °C erhitzt, wobei sich kräftig schmeckende Aromen und Bitterstoffe bilden, die den Appetit anregen. Geröstet werden z. B. Nüsse, Kaffee- und Kakaobohnen, Getreide, Malz oder Kichererbsen. Eine der geschmacksgebenden chemischen Reaktionen, die beim Rösten auftreten können, ist die Maillard-Reaktion.

## Garzeiten
Als Garzeit oder Gardauer wird die Zeitdauer bezeichnet, die ein Lebensmittel garen muss, um anschließend für den Verzehr genießbar und verdaulich zu sein. Die Garzeit ist vom verwendeten Gargerät, der angewendeten Garmethode und dem zu garenden Lebensmittel abhängig. Gleichzeitig spielen Vorlieben in Bezug auf die Definition von „ein Lebensmittel ist gar“ eine wichtige Rolle.
Bei Fleisch hängt die Garzeit von zahlreichen Faktoren ab, darunter die Umgebungstemperatur, der Fettgehalt, die Dicke des Fleischstücks (Cut) und die Art des Fleisches (z. B. Rind, Schwein, Geflügel). Daher ist es präziser, die Kerntemperatur des Fleisches zu messen, anstatt sich ausschließlich auf die Zeitangabe zu verlassen. Die Messung der Kerntemperatur liefert einen verlässlicheren Indikator dafür, ob das Fleisch den gewünschten Gargrad erreicht hat und sicher verzehrt werden kann.
Garstufen bei Rindfleisch
| Deutsch                 | Französisch                    | Englisch        | Kerntemperatur  | Beschreibung |
| ----------------------- | ------------------------------ | --------------- | --------------- | --- |
| stark blutig, roh, blau | bleu, cru                      | blue, rare, raw | ≤ 45 °C         | Das Fleisch ist innen roh. Es hat eine braune, dünne Kruste und gibt auf Druck stark nach. Der austretende Fleischsaft ist rot. Die Proteine sind kurz vor der Denaturierung. Fingerdruckprobe: Das Fleisch ist vollständig elastisch und hat keine feste Konsistenz.                                                      |
| blutig, englisch        | saignant                       | rare, underdone | 48 – 52 °C      | Das Fleisch ist im Kern noch leicht saftig und nach außen hin rosa. Es hat eine braune, knusprige Kruste. Der Kern ist circa 75 % rot. Fingerdruckprobe: Das Fleisch ist weitgehend elastisch und hat geringe feste Konsistenz.                                                                                            |
| hellrosa, rosa          | à point, anglaise              | medium rare     | 53 – 60 °C      | Das Fleisch ist innen durchgehend rosa, gibt auf Druck nach und hat eine braune, knusprige Kruste. Typische Garstufe für Rindersteaks. Der Kern ist circa 50 % rot. Fingerdruckprobe: Das Fleisch ist schwach elastisch und hat festere Konsistenz.                                                                        |
| halb durch              | légèrement rosé, demi-anglaise | medium          | 60 – 65 °C      | Das Fleisch hat nur noch einen leichten rosa Kern, der Fleischsaft ist rosa. Fingerdruckprobe: Das Fleisch ist kaum elastisch und hat fast feste Konsistenz. |
| halb durch              | cuit                           | medium well     | 65 – 69 °C      | Das Fleisch hat nur noch einen leichten rosa Kern, der Fleischsaft ist rosa. Fingerdruckprobe: Das Fleisch ist kaum elastisch und hat fast feste Konsistenz. |
| durch                   | bien cuit                      | well done       | 70 °C und höher | Das Fleisch ist vollständig durchgebraten. Diese Garstufe ist bei mikrobiell anfälligen Lebensmitteln wie z. B. Geflügel aus hygienischen Gründen unbedingt erforderlich. Steaks vom Rind oder Lamm werden in dieser Garstufe trocken und zäh. Fingerdruckprobe: Das Fleisch ist nicht elastisch und hat feste Konsistenz. |

Um die Kerntemperatur des Fleischstückes zu messen, wird ein Bratenthermometer so in das Fleischstück gesteckt, dass sich die Fühlerspitze in der Mitte der dicksten Stelle befindet. Die Kerntemperaturen in der Tabelle entsprechen der Temperatur, welche das Fleisch zum Zeitpunkt des Servierens hat. Entsprechend sollte der Temperaturausgleich berücksichtigt werden, dem das Fleisch beim Abstehen unterworfen ist. Um beispielsweise ein Rinderfilet als saignant zu servieren, wird es im Umluftofen bei 180 °C gegart und bei einer Kerntemperatur von 38 °C aus dem Ofen genommen. Beim Abstehen in einer warmen Umgebung steigt die Kerntemperatur dann bis auf 48 °C. Liegt die Ofentemperatur nur 20 °C über der zu erzielenden Garstufe so spricht man von Niedertemperaturgaren. In diesem Fall gibt es nur einen geringen Temperaturausgleich. Das Fleisch wird also bis zum Erreichen der gewünschten Temperatur durchgegart.